# Loch Bràigh Horrisdale
Loch Bràigh Horrisdale är en sjö i Storbritannien.   Den ligger i kommunen Highland och riksdelen Skottland, i den nordvästra delen av landet, 800 km nordväst om huvudstaden London. Loch Bràigh Horrisdale ligger 192 meter över havet.Trakten runt Loch Bràigh Horrisdale består i huvudsak av gräsmarker.